# Розчин поровий
Розчин поровий (рос. раствор поровый, англ. porous solution, нім. Porenlösung f) – рідка фаза йонно-сольового комплексу гірських порід, яку одержують шляхом механічного стиснення. Використовується для лабораторних досліджень гірських порід.